# Alexander Roger Wolf
Alexander Wolf (* 17. Juli 1970 in Oakland, Kalifornien) ist ein deutscher Schauspieler, Coach und Filmemacher.

## Leben und Wirken
Wolf wuchs er als Sohn deutscher Eltern zweisprachig in den USA und Deutschland auf. Er schloss Studien in Informatik und Medienberatung mit Diplom ab. Er verkaufte seine erste eigene Firma in Deutschland und Spanien und konzentriert sich seitdem auf das Schauspielen, Coachen und Produzieren eigener Stoffe.
Alexander Wolf hat er in vielen nationalen und internationalen Film und Werbeproduktionen mitgewirkt. Zudem unterrichtet er in seinen Workshops Selbstpräsentation bei Werbecastings, E-Castings und vor der Kamera. Er produziert Videos im Bereich Social Media und Branded Content und betreibt ein eigenes Film- und Fotostudio in Berlin. Alexander Wolf lebt in Berlin.

## Filmografie (Auswahl)
- 2009: 112 – Sie Retten Dein Leben (Fernsehserie, 1 Folge)
- 2010: Jerry Cotton
- 2011: SOKO Leipzig (Fernsehserie, 1 Folge)
- 2014: Die Spiegel-Affäre
- 2016: Gut zu Vögeln
- 2016: Erwartungen
- 2017: Letzte Spur Berlin (Fernsehserie, 1 Folge)
- 2017: Der gleiche Himmel (Fernsehserie)
- 2017: Schneeflöckchen (Kinospielfilm)
- 2018: The Storm (Kurzfilm)